# Kunduz University
Kunduz University är ett universitet i Afghanistan.   Det ligger i provinsen Kunduz, i den nordöstra delen av landet, 240 km norr om huvudstaden Kabul. Kunduz University ligger 406 meter över havet.